# Університет Сорбонна
Університет Сорбонна (фр. Sorbonne Université) є державним дослідницьким університетом в Парижі, Франція, заснований шляхом злиття в 2018 році в Університету Париж 4 і Університету П'єра і Марії Кюрі. Дата 1257 на його гербі відноситься до історичного Паризького університету, чий Колеж було засновано в 1257 році Робером де Сорбоном.

## Історія
У 2010 р. деякі з прямих спадкоємців факультетів Паризького університету створили Сорбоннську группу. Наступні університети, учасники групи, оголосили про злиття в 2018 році:
- Париж-Сорбонна (1971—2017), був частиною факультету гуманітарних наук Паризького університету.

- Університет П'єра і Марії Кюрі (1971—2017), був частиною факультету природничих наук та медичного факультету Паризького університету.

## Факультети
Університет має 3 факультети.

### Гуманітарних Наук (Літератури)
Гуманітарні науки є більш давніми напрямами Університету Сорбонна. Історія, географія та мови є частиною цього факультету.

### Наук
Факультет наук університету є великим центром досліджень у Франції.

### Медицина
Факультет знаходиться у лікарні Пітьє-Сальпетрієр.